# Royal Wootton Bassett
Koordinaten: 51° 33′ N, 1° 54′ W

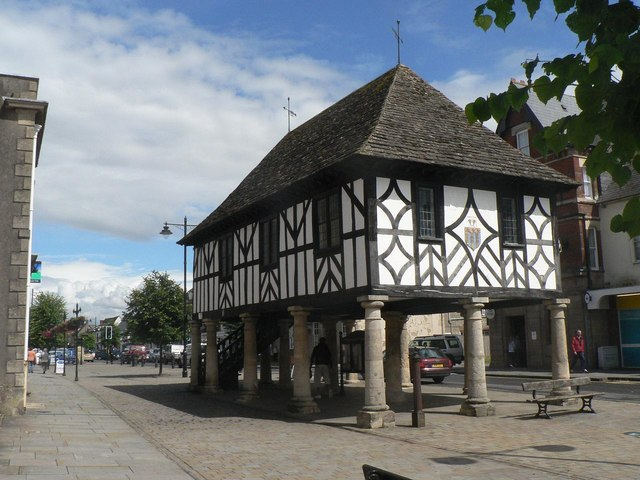
Altes Rathaus von Wootton Bassett

Royal Wootton Bassett /ˈrɔɪəl ˈwʊtən ˈbæsɪt/, bis 2011 Wootton Bassett, ist eine Kleinstadt mit 11.043 Einwohnern (2001) und ein Civil parish in Wiltshire, England.

## Geschichte
Der Ort wurde 681 n. Chr. das erste Mal urkundlich erwähnt. Archäologen wiesen eine Siedlung bereits in keltischer und in römischer Zeit nach. Wootton Bassett wird auch im Domesday Book erwähnt.
Im frühen 21. Jahrhundert erlangte der Ort durch seine Nachbarschaft zum Militärflugplatz RAF Lyneham Bekanntheit, denn über diesen Flughafen wurden seit 2007 die sterblichen Überreste von im Irak und in Afghanistan gefallenen britischen Soldaten zurück nach England gebracht. Die Einwohner des Ortes standen zu Ehren dieser Soldaten, deren Särge durch den Ort gefahren wurden, Spalier. Im September 2011 wurde die Überführungen nach RAF Lyneham eingestellt und als Anerkennung für die Ehrbezeigung der Einwohner von Wootton Bassett wurde von Königin Elisabeth II. im März 2011 verfügt, dass der Ort ab 16. Oktober 2011 den Namenszusatz Royal tragen darf. Dies ist nach Royal Leamington Spa und Royal Tunbridge Wells erst die dritte Stadt in England, die diesen Zusatz tragen darf, und die erste, der dieser Zusatz in über 100 Jahren verliehen wurde.

## Verkehr
Royal Wootton Bassett hat heute keinen Bahnhof für den Personenverkehr mehr, doch hatte der Ort im Laufe der Zeit drei Bahnhöfe. Der Bahnhof Wootton Basset Road wurde von der Great Western Railway (GWR) 1840 an der Bahnstrecke von London Paddington eröffnet. Nach nur einem Jahr wurde der Box Tunnel eröffnet und stellte eine Verbindung nach Bristol Temple Meads her, darum wurde der Bahnhof verlegt und wurde der Bahnhof Wootton Basset. 1903 mit der Eröffnung der South Wales Main Line wurde der Bahnhof an den Abzweig dieser Linie verlegt und in Wootton Bassett Junction umbenannt. Dieser Bahnhof wurde 1965 geschlossen.

## Städtepartnerschaft
- Blain, Département Loire-Atlantique, Frankreich